# Mistrzostwa Niemiec w Skokach Narciarskich 2017
Mistrzostwa Niemiec w Skokach Narciarskich 2017 – zawody o mistrzostwo Niemiec rozegrane 4 października 2017 w Oberwiesenthal. Zmagania juniorek rozegrane zostały w Klingenthal 20 października. 4 listopada w Oberstdorfie rozegrane zostały mistrzostwa seniorek oraz juniorek w kategorii U-17.
Wszystkie konkursy indywidualne odbyły się w Oberwiesenthal 4 października, zaś konkurs drużynowy planowany dzień później został odwołany z powodu zbyt silnego wiatru. Klasyfikację juniorów (U-19) ustalono na podstawie konkursu indywidualnego mężczyzn, toteż wyniki tych dwóch kategorii pokrywają się.
Kategorię seniorów wygrał Andreas Wellinger, który z ponad dwudziestopunktową przewagą wyprzedził drugiego Karla Geigera. Podium uzupełnił Fabian Seidl. Z juniorów najlepszym okazał się być Luca Roth. Drugie i trzecie miejsce w tej kategorii kolejno zajęli Constantin Schmid oraz Cedric Weigel. Konkurs rozgrywano przy silnym wietrze, krótkie skoki z powodu warunków pogodowych, a w efekcie niskie pozycje uzyskali między innymi Stephan Leyhe i David Siegel. W konkursie wystartowało 31 zawodników.
W najmłodszej grupie wiekowej (U-17) wystartowało łącznie dwudziestu dwóch zawodników wśród których bezkonkurencyjny był Lennart Weigel. Srebro wywalczył Maximilian Goller, a brąz przypadł Benediktowi Hahnemu. Wystartowało 22 skoczków.
Konkurs juniorek odbyty na skoczni normalnej w Klingenthal wygrała Agnes Reisch. Za nią na podium znalazła się rok starsza Gianina Ernst, a podium uzupełniła Jenny Nowak. Na starcie zawodów pojawiło się łącznie piętnaście zawodniczek.
Kategorię seniorek rozegranych na skoczni normalnej w Oberstdorfie wygrała Katharina Althaus. Za nią na podium uplasowała się Svenja Würth, która straciła do zwyciężczyni prawie trzynaście punktów. Podium uzupełniła tracąc zaledwie punkt do drugiego miejsca Juliane Seyfarth. Na starcie pojawiły się również zawodniczki, które nie występowały przez dłuższy czas. Wśród nich znalazła się czwarta Carina Vogt, dziewiąta Anna Rupprecht oraz otwierająca drugą dziesiątkę Ulrike Gräßler. Na starcie pojawiło się 12 zawodniczek.
Wśród najmłodszej kategorii pań (U-17) triumfowała Jenny Nowak. Za nią już z ponad trzydziestą punktową stratą znalazła się Alexandra Seifert. Trzecie miejsce wywalczyła sobie Lilly Kübler, która straciła do wyższego miejsca zaledwie pięć punktów. Wystartowało 10 zawodniczek.

## Wyniki

### Mężczyźni

#### Konkurs indywidualny mężczyzn (Oberwiesenthal HS106)
| Miejsce | Zawodnik            | Klub               | Skok 1  | Skok 2  | Punkty |
| ------- | ------------------- | ------------------ | ------- | ------- | ------ |
| 1.      | Andreas Wellinger   | SC Ruhpolding      | 105,5 m | 106,5 m | 278,5  |
| 2.      | Karl Geiger         | SC Oberstdorf      | 102,0 m | 99,5 m  | 255,5  |
| 3.      | Fabian Seidl        | SC Auerbach        | 98,5 m  | 100,5 m | 247,5  |
| 4.      | Justin Nietzel      | SC Hinterzarten    | 94,0 m  | 100,5 m | 236,5  |
| 5.      | Markus Eisenbichler | TSV Siegdorf       | 92,5 m  | 101,5 m | 236,0  |
| 6.      | Pius Paschke        | WSV Kiefersfelden  | 97,5 m  | 95,0 m  | 233,5  |
| 7.      | Richard Freitag     | SG Nickelhütte Aue | 93,0 m  | 98,5 m  | 230,0  |
| 8.      | Andreas Wank        | SC Hinterzarten    | 92,5 m  | 97,5 m  | 227,5  |
| 9.      | Moritz Baer         | SF Gmund Dürnbach  | 93,0 m  | 97,5 m  | 226,5  |
| 10.     | Lukas Wagner        | WSV 08 Lauscha     | 96,0 m  | 93,5 m  | 226,0  |
| ...     |                     |                    |         |         |        |

#### Konkurs indywidualny juniorów U-19 ( Oberwiesenthal HS106)
| Miejsce | Zawodnik          | Klub               | Skok 1 | Skok 2 | Punkty |
| ------- | ----------------- | ------------------ | ------ | ------ | ------ |
| 11.     | Luca Roth         | SV Meßstetten      | 93,5 m | 91,5 m | 216,0  |
| 13.     | Constantin Schmid | WSV Oberaudorf     | 97,5 m | 86,0 m | 211,5  |
| 20.     | Cedrik Weigel     | SG Nickelhütte Aue | 94,0 m | 78,5 m | 186,5  |
| 21.     | Justin Lisso      | WSV Schmiedefeld   | 89,0 m | 81,5 m | 181,0  |
| 22.     | Axel Mayländer    | SC Degenfeld       | 84,5 m | 85,5 m | 179,0  |
| 27.     | Adrian Sell       | SV Meßstetten      | 88,0 m | 75,5 m | 162,0  |
| 28.     | Justin Weigel     | SC Zschopau        | 83,5 m | 68,0 m | 134,5  |
| 29.     | Niclas Heumann    | WSV Oberaudorf     | 85,0 m | 60,0 m | 119,0  |
| 30.     | Fabien Limbecker  | SG Nickelhütte Aue | 72,0 m | 69,5 m | 116,5  |
| 31.     | Corvin Kühnel     | SC Willingen       | 68,5 m | 70,5 m | 111,0  |

#### Konkurs indywidualny juniorów U-17 ( Oberwiesenthal HS106)
| Miejsce | Zawodnik         | Klub             | Skok 1  | Skok 2 | Punkty |
| ------- | ---------------- | ---------------- | ------- | ------ | ------ |
| 1.      | Lennart Weigel   | SK Meinerzhagen  | 102,0 m | 98,0 m | 248,5  |
| 2.      | Max Goller       | SC Partenkirchen | 95,0 m  | 95,0 m | 225,5  |
| 3.      | Benedikt Hahne   | SC Ruhpolding    | 94,0 m  | 94,5 m | 224,0  |
| 4.      | Frederik Jäger   | Tabarzer SV      | 93,5 m  | 95,5 m | 222,0  |
| 5.      | Philipp Raimund  | SC Oberstdorf    | 95,5 m  | 93,0 m | 220,5  |
| 6.      | Quirin Modricker | SC Hinterzarten  | 90,5 m  | 93,5 m | 210,0  |
| 7.      | Simon Spiewok    | Tus Neuenrade    | 88,0 m  | 94,5 m | 204,0  |
| 8.      | Benjamin Prestel | SC Degenfeld     | 89,5 m  | 90,5 m | 202,0  |
| 9.      | Sebastian Ludwig | VSC Klingenthal  | 90,0 m  | 92,0 m | 201,0  |
| 9.      | Philipp Nickel   | WSV Brotterode   | 88,5 m  | 91,5 m | 201,0  |
| ...     |                  |                  |         |        |        |

### Kobiety

#### Konkurs indywidualny kobiet (Oberstdorf HS106)
| Miejsce | Zawodnik          | Klub               | Skok 1 | Skok 2 | Punkty |
| ------- | ----------------- | ------------------ | ------ | ------ | ------ |
| 1.      | Katharina Althaus | SC Oberstdorf      | 92,0 m | 99,5 m | 236,4  |
| 2.      | Svenja Würth      | SV Baiersbronn     | 92,5 m | 95,0 m | 223,7  |
| 3.      | Juliane Seyfarth  | TSG Ruhla          | 92,0 m | 95,5 m | 222,7  |
| 4.      | Carina Vogt       | SC Degenfeld       | 91,5 m | 88,0 m | 204,2  |
| 5.      | Ramona Straub     | SC Langenordnach   | 89,0 m | 92,0 m | 203,5  |
| 6.      | Gianina Ernst     | SC Oberstdorf      | 86,0 m | 90,0 m | 193,0  |
| 7.      | Agnes Reisch      | WSV Isny           | 83,5 m | 85,0 m | 173,5  |
| 8.      | Luisa Görlich     | WSV 08 Lauscha     | 78,0 m | 84,5 m | 162,0  |
| 9.      | Anna Rupprecht    | SC Degenfeld       | 83,0 m | 80,5 m | 156,0  |
| 10.     | Selina Freitag    | SG Nickelhütte Aue | 75,5 m | 82,0 m | 153,0  |
| ...     |                   |                    |        |        |        |

#### Konkurs indywidualny juniorek U-19 (Klingenthal HS85)
| Miejsce | Zawodnik          | Klub               | Skok 1 | Skok 2 | Punkty |
| ------- | ----------------- | ------------------ | ------ | ------ | ------ |
| 1.      | Agnes Reisch      | WSV Isny           | 72,0 m | 81,0 m | 217,3  |
| 2.      | Gianina Ernst     | SC Oberstdorf      | 73,5 m | 77,5 m | 212,9  |
| 3.      | Jenny Nowak       | SC Sohland         | 72,5 m | 77,0 m | 209,6  |
| 4.      | Selina Freitag    | SG Nickelhütte Aue | 73,0 m | 76,5 m | 208,1  |
| 5.      | Luisa Görlich     | WSV 08 Lauscha     | 73,5 m | 73,5 m | 206,6  |
| 6.      | Alexandra Seifert | VSC Klingenthal    | 67,0 m | 76,0 m | 185,8  |
| 7.      | Sandra Müller     | WSV Grüna          | 69,0 m | 69,5 m | 184,4  |
| 8.      | Alina Ihle        | SV Biberau         | 69,0 m | 68,5 m | 180,7  |
| 9.      | Sophia Maurus     | TSV Buchenberg     | 65,5 m | 70,5 m | 177,9  |
| 10.     | Arantxa Lancho    | SG Nickelhütte Aue | 66,0 m | 68,5 m | 172,1  |
| ...     |                   |                    |        |        |        |

#### Konkurs indywidualny juniorek U-17 (Oberstdorf HS106)
| Miejsce | Zawodnik           | Klub            | Skok 1 | Skok 2 | Punkty |
| ------- | ------------------ | --------------- | ------ | ------ | ------ |
| 1.      | Jenny Nowak        | SC Sohland      | 98,0 m | 99,5 m | 234,0  |
| 2.      | Alexandra Seifert  | VSC Klingenthal | 91,5 m | 91,5 m | 201,5  |
| 3.      | Pia Lilian Kübler  | SV Zschopau     | 90,5 m | 89,5 m | 195,5  |
| 4.      | Sophia Maurus      | TSV Buchenberg  | 84,5 m | 85,0 m | 178,0  |
| 5.      | Alina Ihle         | SV Biberau      | 84,5 m | 82,5 m | 169,0  |
| 6.      | Amelie Thannheimer | SC Oberstdorf   | 82,0 m | 81,5 m | 162,0  |
| 7.      | Sandra Müller      | WSV Grüna       | 81,0 m | 81,0 m | 158,5  |
| 8.      | Tia Kern           | ST Schonach     | 79,0 m | 77,0 m | 147,0  |
| 9.      | Pauline Stephani   | WSV Grüna       | 76,0 m | 75,5 m | 137,0  |
| 10.     | Josephin Laue      | SFV Rothenburg  | 72,5 m |        | 58,0   |
| ...     |                    |                 |        |        |        |